# Proto-esperanto
Proto-esperanto (esperantem Pra-esperanto) je označení pro několik fází jazyka esperanto, kdy na něm jeho autor Ludvík Lazar Zamenhof pracoval a zdokonaloval ho, aby šel použít v běžné mluvě. Proto-esperanto se někdy může plést s jazykem Arcaicam Esperantom.

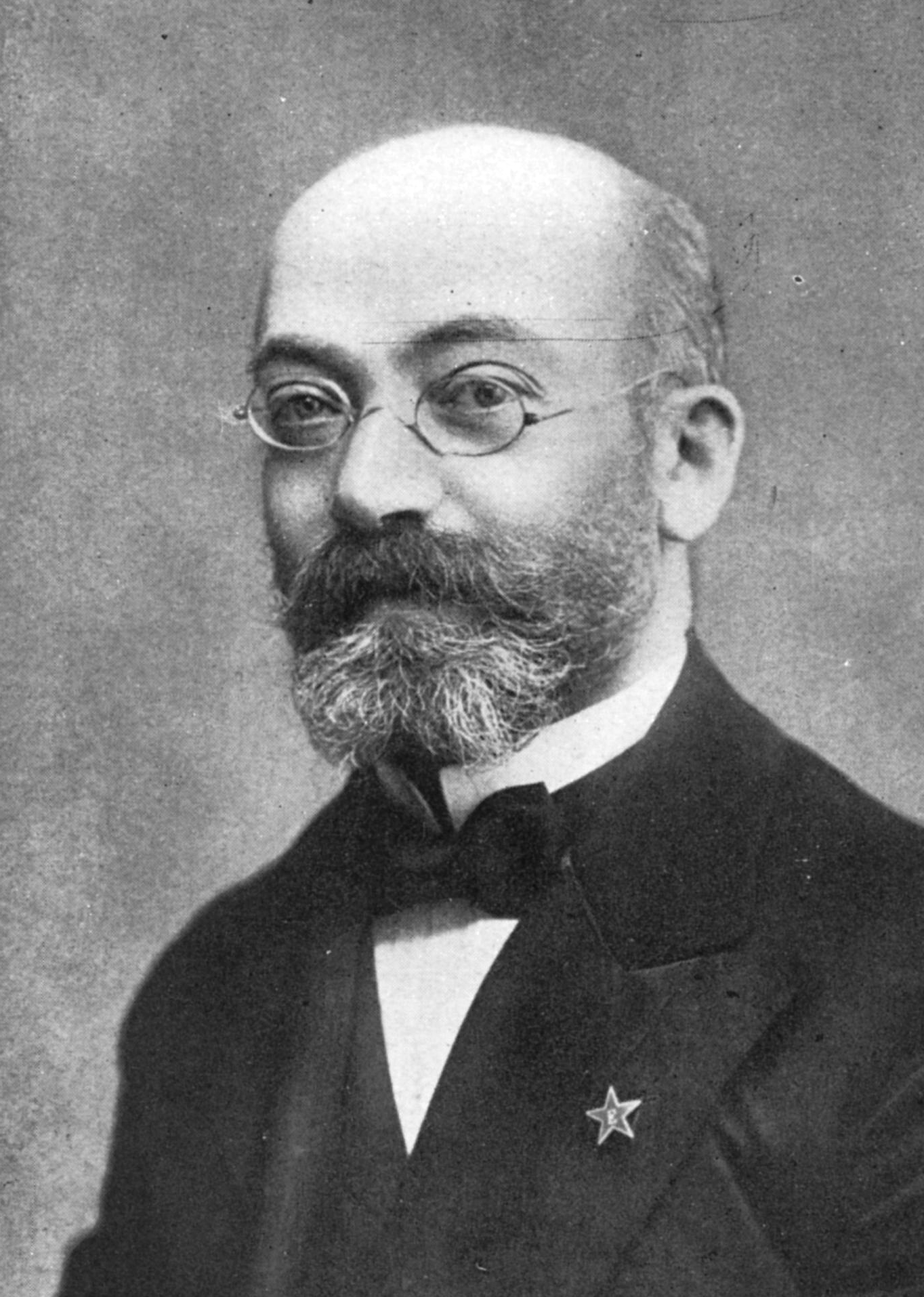
Ludvík Lazar Zemenhof, autor proto-esperanta

## Historie
Zamenhofův první projekt z roku 1878 se nazýval Lingwe uniwersala a s esperantem měl již mnoho společného. Měl ale trochu jiné koncovky a gramatikou byl blíže latině. Poté, co tento jazyk předložil svému otci, učiteli jazyků, nastalo spálení rukopisů, protože považoval tuto práci za marnou a utopistickou. Proto začal pracovat na novém jazyce ze kterého vzešlo esperanto (proto-esperanto vlastně nepřímo vychází z jazyka lingwe uniwersala). Začal v roce 1881 (respektive 1879) a šest let ho zdokonaloval, mezitím jím učil své přátele. Tato fáze se právě nazývá proto-esperanto. Z proto-esperanta pak vznikl jazyk Lingvo Internacia, který byl později přejmenován na esperanto (v překladu doufající).

## Ukázka
Jedna z dochovaných ukázek proto-esperanta:
Ma plej kara [ami] miko, kvan ma plekulpa plumo faktidźas tiranno pu to. Mo poté de cen taj brivoj kluri, ke sciigoj de [tuc fuc] fu-ći specco debé[j] blessi tal fradral kordol; mo vel vidé tol jam ...

Srovnání s moderním esperantem:
Mia plej kara amiko, neniam mia senkulpa plumo fariĝus tirano por ci. Mi povas de cent ciaj leteroj konkludi, kiel sciigoj de tiu-ĉi speco devas vundi cian fratan koron; mi kvazaŭ vidas cin jam ...